# Kie
Pour les articles homonymes, voir KIE.
Kie est un village du Cameroun situé dans la région du Sud-Ouest et le département du Fako, sur la route reliant Batoke à Limbé. Il est rattaché à la commune de Limbé 2.

## Population
La localité comptait 67 habitants en 1953 et 73 en 1967, principalement des Bakweri. Lors du recensement de 2005, on y a dénombré 403 personnes.